# 王涯
王涯（？—835年12月17日），字广津，唐朝太原府（今山西省太原市）人。
生年不详，父王晃，官左补阙、温州（今浙江温州）刺史。王涯博学好古，工属文。唐德宗贞元八年（792年）中进士，登宏辞科，调蓝田尉。贞元二十年（804年），充翰林学士，拜右拾遗、左补阙，进起居舍人。宪宗元和三年（808年），罢翰林学士，贬虢州司马，再徙袁州刺史。王涯與妻情笃，“不蓄妓妾”。元和五年，入为吏部员外郎。元和七年，改兵部员外郎、知制诰，再为翰林学士，累迁工部侍郎，封清源县男。元和十一年（816年），拜中书侍郎、同中书门下平章事。元和十三年，罢相，迁吏部侍郎。文有雅思，永贞、元和间，训诰温丽，多所稿定。历仕德宗、顺宗、宪宗、穆宗、敬宗、文宗六朝，封代国公，任节度使、监铁转运使等职。收淄青等州铜铁冶赋税归中央；署京畿榷酒钱。唐文宗太和七年（833年），第二次拜为宰相。太和九年（835年）十月颁令榷茶制度（茶葉專賣），变茶法，益其税以济用度，並自兼江南榷茶使，受朝野極大之反對，不久乃止。太和九年（835年）十一月二十一日甘露之變事敗，宦官仇士良诛杀官员，王涯逃至永昌里茶肆，为禁兵所擒，受刑之下供称意欲推翻文宗改立郑注为帝。被腰斬于子城西南隅独柳树下，时年七十余岁，全族被滅，詩人卢仝（號玉川子）因前晚與王涯一起喝酒，亦被殺（存疑，见注释）。百姓因榷茶之故怨恨王涯，在他被押赴刑场时向他投掷瓦块石头。王涯家富，被抄家劫掠数日，家裡仍然有很多卖官得来的艺术珍品。唐昭宗天复初年，大赦，追复爵位，官其后裔。
宋代史学家司马光在所著《资治通鉴》中如是评价贾餗和王涯之死：“当时的评论家都说王涯和贾餗善文学，有名声，并不知道李训、郑注的图谋，横遭灭族之祸。他们为此气愤，哀叹他们死得冤枉。臣不以为然。社稷危亡，却不去匡正，当宰相有什么用！王、贾安于高位，享受财富和荣耀，同时李、郑这样的小人用尽奸险手段谋取将相之位。王、贾和他们比肩，不以为耻；国家面临危亡，他们不以为忧。他们苟且偷安，日复一日，自以为得保身良策，无人能及。如果人人为此且无灾祸，奸臣谁不愿意如此呢？一旦灾难降临，就不免家破人亡。这是上天要族诛他们，而非仇士良（宦官头领之一）！”
长子王孟堅，工部郎中、集賢院學士；次子王仲翔，太常博士。均因甘露之变牵连而被灭家。侄孙王羽等逃奔昭义节度使刘从谏。后刘从谏侄刘稹败死，王羽等也被杀。女婿渭南尉、集贤校理窦紃因是故宰相窦易直之子，没有被宦官杀害，贬循州司户参军。
《全唐詩》錄王涯詩作一卷。

## 延伸阅读
[在维基数据编辑]
 在维基文库阅读此作者作品
 《舊唐書/卷169》，出自刘昫《舊唐書》
 《新唐書/卷179》，出自《新唐書》